# Santa Rita Tlahuapan
Santa Rita Tlahuapan es una localidad mexicana cabecera del municipio de Tlahuapan que pertenece a su vez al estado de Puebla. 
Las principales actividades son la agricultura y ganadería. Se cultiva uva para el vino tinto propio de Puebla, comenzando los primeros viñedos del estado. 
El clima que predomina en esta región es templado.
Se encuentra a 2 500 m.s.m. y cuenta con una población de 9 755 habitantes.
Significado
Se utiliza el glifo de su fundación que representa un árbol de encina, como símbolo de la abundancia de este árbol de donde viene su nombre (Tlalliahuatlpan), '''Tlalli''' tierra; '''ahuatl''' encina, y '''pan''' sobre o en; que quiere decir "En la tierra de encinas".
Cierre Polémico de la Autopista México-Puebla.
El pasado 6 de agosto de 2024, se reportó un cierre en la autopista México-Puebla, durando más de 50 horas. Lo que algunos no saben, es que el cierre fue provocado a manera de manifestación por parte de lo ejidatarios de San Juan Cuauhtémoc, Ignacio López Rayón (El Gavillero), San Pedro Matamoros y Santa Cruz Otlatla (no por parte de los ejidatarios de Santa Rita Tlahuapan), esto exigiendo el pago de sus tierras que fueron usadas para la construcción de la autopista hace más de 60 años.
La Venta y El Puente del Emperador
Durante la época prehispánica, el transporte era a base de fuerza humana por lo que los caminos, veredas y senderos solían seguir la ruta más corta, haciéndolo por todo tipo de terrenos y barrancas.
Con la llegada de los españoles se empezaron a utilizar las bestias de carga y los vehículos de tracción animal por lo que se vieron en la necesidad de crear vías de comunicación más accesibles y adecuadas para tal fin, y es así como también surgieron las "Ventas" que eran lugares de alojamiento y aprovisionamiento para los viajeros y fueron otorgadas por vía de una Merced Real. En el Camino Real que iba de Puebla a México, en el territorio de Huejotzingo se encontraba las ventas de Xopanac y la de Tejaque y/o Texmelucan. La venta de Tejaque estaba aproximadamente a 8 leguas de la ciudad de Puebla y 4 de la Venta de Xopanac, las dos se suponen son las más tempranas ya que son mencionadas desde el año de 1531.
La Venta de Texaque estaba situada a orillas del río o cañada de Tejac (o Tejaque, también llamada "Barranca Grande de Texmelucan y hoy día "Barranca del Emperador"), por donde corre uno de los arroyos manantiales del río Atoyac, más o menos en el lugar donde hoy en día se encuentra el rancho de "La Venta" y que fuera la antigua Venta del Puente, cerca de Santa Rita, Municipio de Tlahuapan, al lado de la Carretera Federal No. 190.
A partir de 1595 se encuentran documentadas dos ventas llamadas de Texmelucan, una al norte y otra al sur de la barranca, de la primera no se tiene la ubicación exacta pero es muy probable que se ubicara donde esta el paraje denominado "La Venta del Puente", donde queda una edificación que hoy día es particular, la otra la ubican aproximadamente donde hoy se encuentran los restos de la que se conoció como "La Venta Quemada", entre el Puente y el Crucero de Apapasco.
Por la profundidad de la barranca y el río que corría por ella hubo necesidad de construir puentes los cuales fueron destruidos o sufrieron modificaciones acorde a las circunstancias desde la época colonial. En 1837 se construyó el edificio que a la fecha se conoce y que fue bautizado con el nombre de "Puente del Emperador", en honor del Emperador Maximiliano de México, por su paso por este lugar en su tránsito a México.
Su auge fue allá por los años cincuenta del siglo pasado, incluso cerca de ahí existió un balneario que fue muy concurrido, estuvo en las instalaciones que ahora ocupa la "Compañía Universal de Industrias".
La historia oral resguardada por las familias Huesca y Taboada que han habitado desde generaciones atrás en La Venta de Texmelucan o Venta del Puente, fue la que por muchos años comento del paso de sus majestades, que  causaron admiración por su color blanco y porte distinguido además del revuelo que causó la gran cantidad de vehículos que los acompañaban de los cuales algunos solo pasaban de largo, el camino real no tenía el trazo de la actual carretera federal, sino que pasaba por lo que se conoce como Camino Viejo el cual continuaba paralelo a lo que hoy es la Carretera Federal y que es donde está ubicada la Preparatoria Octavio Paz; atravesaba el paraje de Las Trojes para incorporarse al trazo moderno en el antiguo Km. 72.
Créditos: Lucero Haasmann, Cronista del Municipio de Tlahuapan
Parroquia de Santa Rita de Casia
La fábrica material o edificion de la parroquia de Santa Rita Tlahuapan data del siglo XVII, presumiblemente fue capilla de la hacienda del mismo nombre.
De la hacienda se encuentran datos en el año de 1726, en el archivo General de la Nación, grupo documental de tierras, según el concurso de acreedores de María Sánchez Gorgolla.
Al desaparecer la hacienda ya existía el pueblo, pues en el año de 1791 aparece como tal en el archivo de padrones y la capilla de dicha hacienda quedó como iglesia de la comunidad.
En el año de 1800 en que las Haciendas de Santa Rita Tlahuapan y San Nicolás Ixtlahuacán fueron absorbidas por las de San Francisco Apapasco, definiendo a cada localidad.
Al ser la parroquia de El Divino Salvador de San Salvador el Verde la más antigua de la región, todas las ermitas y comunidades de la región recibían ahí sus oficios religiosos.
Es hasta el año de 1865 en que la capilla del pueblo fue elevada a la categoría de parroquia, según consta en los Archivos del Arzobispado de la catedral de Puebla:
```
“En la ciudad de Puebla de los Ángeles,  a dos de Abril de 1865 el Excelentísimo  Señor Don José María Colina y Rubio, por  la gracia de Dios y de la Santa Sede  Apostólica; Dignísimo Obispo de ésta  Diócesis, hace constar el nuevo  nombramiento de ésta nueva parroquia  de 
Santa Rita Tlahuapan
”.
```

En 1986, el padre Jorge Ugarte Sandoval, quien era el párroco de la comunidad, plasmó esta información; el significado del nombre del pueblo: el elenco de párrocos que han regenteado ésta parroquia desde 1891 y otros datos, en el interior del curato.
Hoy en día la información está incompleta, por las adecuaciones que se han hecho al edificio.
El párroco Ugarte también realizó en la fachada un plano de las comunidades de la parroquia y escribió sobre la puerta de la casa cural el mensaje: “FORTITER IN RE, SUAVITER IN MODO”, que significa que se debe de ser rígido con un mismo pero de manera suave; un consejo pastoral para losfeligreses de la que fue su parroquia.
El 2 de abril de 2024, la Parroquia de Santa Rita de Casia cumplió 159 años de su erección que fue en el año de 1865.
La primera ermita de la comunidad fue la de San Jerónimo Tlahuapan por el año de 1664.
La iglesia fue la capilla de la hacienda de Santa Rita Tlahuapan y la feligresía acudía a sus servicios religiosos a San Salvador el Verde.
Créditos: Lucero Haasmann, Cronista del Municipio de Tlahuapan
La Revolución Mexicana y el Arenismo en la región de Tlahuapan.
Durante el periodo revolucionario el Municipio de Tlahuapan, por sus características topográficas, a las faldas del volcán, sirvió de refugio y escenario para la lucha armada.
En la historia regional no se puede imaginar la Revolución Mexicana sin la presencia del general tlaxcalteca Domingo Arenas y su gente, caudillos revolucionarios auténticamente agraristas; hasta cierto punto olvidados como su hermano Cirilo Arenas; Santos Hernández, Mariano Rayón, José Sabino Díaz y Tranquilino García entre muchos otros, originarios de la región y que operaron en Tlahuapan y cuya obra social e histórica debe ser conocida por las generaciones presentes. 
Desde los años de 1914 ya se tiene noticia de la presencia de tropas revolucionarias organizadas en la zona.
En el año de 1915, aun en el estado de Tlaxcala militaba bajo las órdenes de Zapata ya que el 15 de enero de 1915 se le remiten  $ 30,000.00 para los haberes de su tropa, solicitándole al mismo tiempo que se nombre un pagador.
El 7 de febrero de 1915, desde el campamento instalado en San Rafael Ixtapalucan, donde se encontraba la Brigada Díaz, perteneciente a la División Barona, se da cuenta de combates por las tropas a cargo del Coronel Francisco Sánchez Peña contra el General Centeno.
Para el 15 de febrero de 1915 ya encontramos al Coronel Mariano Rayón en la Brigada Ayala bajo el mando del General Rafael Espinoza en San Nicolás Zecalacoayan, enfrentando un combate en “Las Trincheras” de Tlahuapan, donde no sufrió bajas.
El mismo 15 de febrero, el General José Sabino Díaz desde el campamento de San Rafael Ixtapaluca, solicita le sean enviados 5.000 cartuchos para 30-30 por haberse quedado sin parque. 
El 21 de febrero de 1915 desde el Cuartel en Tlahuapan, el Coronel Tranquilino García informa que fue atacado por gente del Capitán Mariano Rayón con la finalidad de quitarle el parque que transportaban, en el ataque murió el Teniente Jesús Sánchez y el Cabo Porfirio Rodríguez. Fueron auxiliados por la gente de los Coroneles Santos Hernández y Francisco Sánchez Peña. Hubo muertos no solo de ambos bandos si no que también de civiles
El 22 de febrero de 1915 desde el Campamento de San Rafael Ixtapalucan se daba aviso de la sublevación del Mariano Rayón y que no se le había podido aprehender.
El 23 de febrero de 1915, desde el Cuartel de Tlahuapan el Coronel Tranquilino García solicita a Emiliano Zapata se le dote de 3,000 cartuchos para carabina 30-30; 7,000 cartuchos para máuser y 5,000 cartuchos de distintos calibres.
El 10 de marzo de 1915 el General José Sabino Díaz da cuenta de un combate en las inmediaciones de San Martín Texmelucan y solicita 10,000 cartuchos para máuser y 4.000 para 30.30, pero solo le autorizaron 1,000 de máuser.
El 12 de marzo de 1915 desde el cuartel de Tlahuapan el General Rafael Espinoza informa de la enemistad con el General José Sabino Díaz y las hostilidades entre ambos.
Para el 14 de diciembre de 1915, desde el Cuartel de Emiliano Zapata en Tlaltizapan, se contesta al Mayor Delfino Rojas, Cuartel de Santa Rita Tlahuapan, que no será posible cubrir completamente los haberes que se les debían desde seis meses atrás. En la misma fecha y lugar el General Sabino Díaz solicita la reparación de un cañón ligero y pólvora.
El 19 de enero de 1916 el Coronel Brigadier J. León Novoa, cuyas fuerzas fueron incorporadas a la brigada de Sabino Díaz en Santa Rita, solicitan el pago de sus haberes de noviembre, diciembre y enero; solo se les envió lo de enero.
Domingo Arenas llegó a la región de los volcanes proveniente del Movimiento Revolucionario Tlaxcalteca, Estado del  que salió por problemas con el General Máximo Rojas. El movimiento Arenista fue desde sus inicios un fiel seguidor de la soberana Convención Revolucionaria de Aguascalientes.
Con la llegada a principios de 1916 de Domingo Arenas, éste logró que todos los jefes revolucionarios locales se unificaran y firmaran un pacto en el Municipio de Tlahuapan el 10 de marzo de 1916, la idea era formar un basto movimiento independiente inspirado en la Soberana Convención de Aguascalientes, un original de dicha acta se encuentra el  Archivo General de la Nación en el Archivo Zapata, el cual a continuación transcribo:
“En el pueblo de Santa Rita Tlahuapan a los diez días del mes de marzo de 1916, reunidos los generales y jefes que al calce firman acordaron unificarse comprometiéndose a operar de común acuerdo bajo las órdenes del General de División Domingo Arenas jefe de las operaciones de la División de Oriente, formándose así una columna que hará sus movimientos ofensivos en contra del enemigo, previos acuerdos hechos con anterioridad entre los Generales y Jefes de Brigadas, no pudiendo dejar de efectuar los movimientos acordados en el acuerdo antes dicho so pena de ser juzgados por un Consejo de Guerra que se nombrara al afecto para que este imponga la pena que corresponda.
Haciendo constar también que la bandera que defenderá dicha división será la de la Soberana Convención Revolucionaria y todos los acuerdos emanados de ella así como para tratar asuntos de unificación con todas las fuerzas que abracen la misma bandera.
Por lo que nos comprometemos por nuestro honor militar a sostener este acuerdo y para el efecto firmamos la presente acta.
Reforma, Libertad, Justicia y Ley.
Rubricas.
General Alejandro Juárez, General J. S. Díaz, General Adolfo Bonilla, General Margarito Espinoza, General Santos Hernández, General Hilario Ramos, General Antonio Mora, General Cirilo Arenas, Coroneles Antonio Cortes, Tiburcio Martínez, A. Jiménez Chávez, Trinidad P. Telpalo, Calixto P. Torres, Buenaventura Grande, Mariano Rayón, Miguel A. Pérez, T. García, Silvestre Sandoval, Carlos L. Sánchez y Benito Hernández.
Tenientes Cneles. Rafael Pérez, Tomas Sánchez, Magdaleno López, Eugenio Castillo, Rufino Macias, Miguel S. Díaz.
Mayores Filiberto Jaubert, Mariano Márquez, Zenón Morales, I. De Jesús Meneses, J. Orozco, Antonio Temoltzin, R. U. Rojas, A. Espinoza, J. Romas García, Andrés Angulo”.
El mismo día, Arenas manda una carta a Emiliano Zapata que dice lo siguiente:
“Sta. Rita tlahuapan, Marzo 10 de 1916
Señor General D.
Emiliano Zapata
Tlaltizapán.
Muy estimado Gral. y amigo:
Con la satisfacción que siempre causa el poder saludar particularmente al Jefe del Movimiento Revolucionario que trae como bandera los principios libertadores que han de hacer la felicidad del pueblo, con esa satisfacción que creo tener al hacerlo hoy, sin embajes ni dobleces pues usted comprenderá mejor que yo que los hombres del temple de Ud. No deben ni deberán andar con rodeos para saludar francamente a quien francamente se le considera leal y patriota.
Por todo esto que es una gloria para Ud. Al saber conservarse incólume ante las intrigas de los políticos rastreros lo saluda muy cordial y respetuosamente a reserva de hacerlo muy pronto personalmente quien sabe estimarle como se merece y que se honra repetirse su affmo. atto. amigo y subordinado.
D. Arenas”
El 6 de Junio Domingo Arenas tomo posesión del cuartel de Santa Rita que estaba a cargo del General José Sabino Díaz, disponiendo de la gente e incorporándola a sus filas, lo mismo hizo con lo cuarteles de Tepepa y Cuesta del Bosque ubicados también en Santa Rita.
Sin embargo los problemas siguieron ya que el General Sabino Díaz, levantó una queja contra el Coronel Tranquilino García, Juan Velázquez, Juan de la Rosa y Corazón Sánchez por el asalto al campamento de la Cuesta, acusándolos de haberle robado armas, parque, pólvora, equipo y destruido su archivo. Dan fe de la queja como autoridades de Santa Rita Bernardo Sánchez, Antonio Guerrero y Manuel Calixto.
Para noviembre de 1916 el Cuartel General de los Arenistas se encontraba ubicado en Santa Rita Tlahuapan.
Dadas las circunstancias con el Ejército del Sur por la falta de recursos aunado a que Carranza  ya lo empezaba a sentir como un peligro -por su arraigo en la región- lo invita a participar con él y le ofrece recursos económicos para sus tropas y sus operaciones, Arenas acepta y de esa forma es nombrado Jefe del Sector Texmelucan el 1º de diciembre de 1916.
Arenas era un caudillo regional con ideología, hombres y recursos propios que nunca perdió su esencia agrarista, ya que repartió más tierras en el valle poblano tlaxcalteca que los propios zapatistas; esto lleva al Arenismo a  ser popular. protegido por la misma gente de la región, sus integrantes eran queridos y respetados por los pobladores.
Al mando de este sector Arenas cubría parte del suroeste del Estado con cuarteles en Calpan, San Nicolás de los Ranchos, San Martín Texmelucan y Santa Rita Tlahuapan en el territorio poblano y Calpulalpan y Nanacamilpa del estado de Tlaxcala.
El 5 de agosto de 1918 se lleva a cabo una de las más famosas batallas cuando la gente de Agustín Castro cae por sorpresa en el Cuartel de Santa Rita tomando por sorpresa a quienes ahí se encontraban; pensando que habían ganado persiguieron a los rebeldes, pero al llegar a un paraje conocido como “Las trincheras” se dieron cuenta de que Cirilo Arenas estaba esperándolos con su gente, los arenistas atacaron desde dos frentes causando más de 200 bajas en las filas carrancistas, quienes se retiraron en desbandada hacia su cuartel en San Martin. En las filas arenistas se registraron 80 bajas.
Durante ese tiempo la región de Tlahuapan fue el centro operativo de las fuerzas revolucionarias, hubo varios cuarteles, uno de los más conocidos es el del Cerro de Tepepa, que estuvo a cargo del General Santos Hernández, lugar donde fue emboscado  y  asesinado  el 8 de abril de 1919.
Tlahuapan fue una región de mucha acción armada, desde el inicio del Movimiento Revolucionario y todavía más al abandonar Arenas a Zapata,  pues sus tropas atacaban a las poblaciones civiles  en venganza por la supuesta traición. Tiempo en que se cuenta la gente debían esconderse en los montes para salvar la vida.
Las Haciendas eran de los principales objetivos ya que durante el periodo revolucionario fueron saqueadas, destruidas y repartidas sus tierras, fue la Hacienda Molino de Guadalupe una de las más perjudicadas ya que destruyeron la maquinaria, el casco fue usado de cuartel y las tierras repartidas entre los campesinos.5a. parte:
En todo el Estado de Puebla y en el de Tlaxcala las únicas Colonias Agrícolas surgidas en la revolución fueron las formadas por Domingo Arenas y sus subalternos, durante la época de los repartos agrarios se formaron ocho colonias agrícolas en Tlaxcala y once en Puebla; de las cuales una fue en Atlixco, otra en Huejotzingo y nueve fueron en Tlahuapan, aunque ahora dos pertenecen al municipio de San Matías Tlalancaleca.
Así que siete de las colonias quedaron en nuestro territorio además de dos posesiones militares, que eran dotaciones de tierras a las poblaciones ya existentes. Para el reparto se dieron tierras de labor y monte de la Hacienda Molino de Guadalupe que les tocó a los vecinos de Huiloac hoy San Pedro Matamoros; y otras fueron tomadas de San Miguel Molino para dárselas a los campesinos de San Rafael Ixtapalucan.
En la labor reivindicatoria del campesinado poblano participaron intelectuales como Juan Ledesma, Bernardo Ameneiro y Octavio Paz quienes participaron en la formación de las colonias agrícolas y repartición de tierras, estuvieron hospedados en el cuartel Arenista de Chiautzingo, Pue.
Debido a la difícil situación que se vivía, Carranza trata de echar abajo los repartos agrarios hechos por los Arenistas, esta es la razón por la cual Domingo Arenas planea su regreso al Ejército del Sur, situación que lo llevara a la muerte ya que es engañado y asesinado en la Hacienda de Huexocoapan el 30 de agosto de 1917.
A la muerte de Domingo, el movimiento continuo en la región al mando del Gral. Cirilo Arenas en la jefatura de Texmelucan
En el año de 1920 el párroco, Vicente Carranza se queja ante el presidente municipal por que la casa cural sigue convertida en cuartel.
En 1921 ya se le rendían honores póstumos al General Arenas, se reunían las autoridades, los alumnos de las escuelas y la población en general, en un desfile que partía del centro de la población de Santa Rita hacia la colonia “Domingo Arenas” para “rendir justo homenaje al campeón y egregio Gral. Arenas muerto trágicamente en aras de los ideales revolucionarios”.
Tlahuapan jugó un papel importante durante la Revolución Mexicana ya que fue en Santa Rita donde se firma el Acta de Unificación para formar el ejército comandado por el Gral. Domingo Arenas.
Créditos: Lucero Haasmann, Cronista del Municipio de Tlahuapan.